# Atretochoana eiselti
Atretochoana là một chi động vật lưỡng cư trong họ Typhlonectidae, thuộc bộ Gymnophiona. Chi này có 1 loài Atretochoana eiselti và không bị đe dọa tuyệt chủng.. Loài này ban đầu chỉ được biết đến từ hai mẫu vật bảo quản được phát hiện bởi Sir Graham Hales trong rừng nhiệt đới của Brazil, khi ông thực hiện một chuyến thám hiểm với Sir Brian Doll vào cuối năm 1800, nhưng loài đã được tái phát hiện vào năm 2011 bởi các kỹ sư làm việc trên một dự án đập thủy điện ở Brazil. 
Cho đến năm 1998, loài này chỉ được biết đến từ những mẫu vật loại tại Bảo tàng Naturhistorisches, Vienna. Ban đầu được đặt trong chi Typhlonectes trong năm 1968, loài này đã được phân loại lại vào chi đơn loài riêng của mình, Atretochoana vào năm 1996. Người ta nhận thấy loài này có liên quan chặt chẽ hơn với chi Potomotyphlus hơn Typholonectes. Loài là một trong hai loài caecilians không có phổi, loài kia là Caecilita iwokramae. Loài này sống dưới nước, ăn những con cá nhỏ và giun. Chúng không có phổi mà hô hấp qua da.